# Виол
Виол или виола да гамба (итал. viola da gamba) је шестожичани музички инструмент који је био популаран све до 18. века када га је потиснула виолина. Не треба га мешати са виолама. Виола да гамба у ужем смислу је назив читаве групе инструмената из рода старих виола, који су се при свирању, држали на коленима или међу коленима, зависно од величине.

## Карактеристике
Ови инструменти су се свирали гудалом, мада су имали прагове попут гитаре. Три највећа виола, требл, тенор и бас, држали су се између колена (тзв. „виола за ноге“, од итал. viola da gamba). Неки делови виол-баса били су исти као код виолончела, на пример, звучни отвори на телу инструмента у виду малог латиничног слова „f“, али су отвори код других виола били и у облику латиничног слова „с“.
Глава инструмената је уместо пужем обично украшена изрезбареном главом, најчешће у облику људске или лавље главе, а да на гласњачи, уз одушке, које осим облика слова "с" каткад имају форму стилизованог пламичка, а често постоји и розета, округли отвор прекривен чипкасто изрезаним дрветом. Жица има, по правилу, шест, а њихово штимовање зависи од регистарске варијанте, од величине инструмента. Постоје четири такве варијанте: сопран (дискант), алт, тенор и бас виола да гамба. Њихова најчешћа штимовања су:
- сопран (дискант):   d, g, c1, e1, a1, d2
- алт:                A, d, g, h, e1 a1
- тенор:              D, G, c, e, a, d1
- бас:                A1, D, G, c, e, a

## Звучне карактеристике инструмената
Појаве регистарских варијаната, аналогних основним људским гласовима, запажа се код низа старијих инструмената. Проистекла из праксе веома уобичајене у ренесанси и раном  бароку, да инструменти, обично једног рода, удвајају хорске деонице или пак да самостално изводе композиције првобитно намењене вокалном ансамблу. Несавршен облик резонатора, пре свега због равне гласњаче и дна, разлог је што је звук виоле де гамба сразмерно слаб и помало назалан, а та његова својства су опет главни разлог што је  виолончело постепено потиснуло бас виолу де гамба из оркестарске употребе. Тенорска варијанта која је коришћена претежно солистички издржала је конкуренцију виолончела нешто дуже, чак делимично до почетка 19. века али је тада и она напуштена.

## Примена инструмената данас
Данас се примерци ових старих инструмената и према њима грађени нови каткад користе приликом изођења одговарајуће старе музичке литературе. Ради тога се сваки виолончелиста брзо и без већих тешкоћа може да привикне на свирање виоле да гамба. Известан проблем се јавља само уколико се примењује оригиналан тип гудала и особени начин његовог држања са дланом руке окренутим нагоре.